# ژلزنوگورسک، اوبلاست کورسک

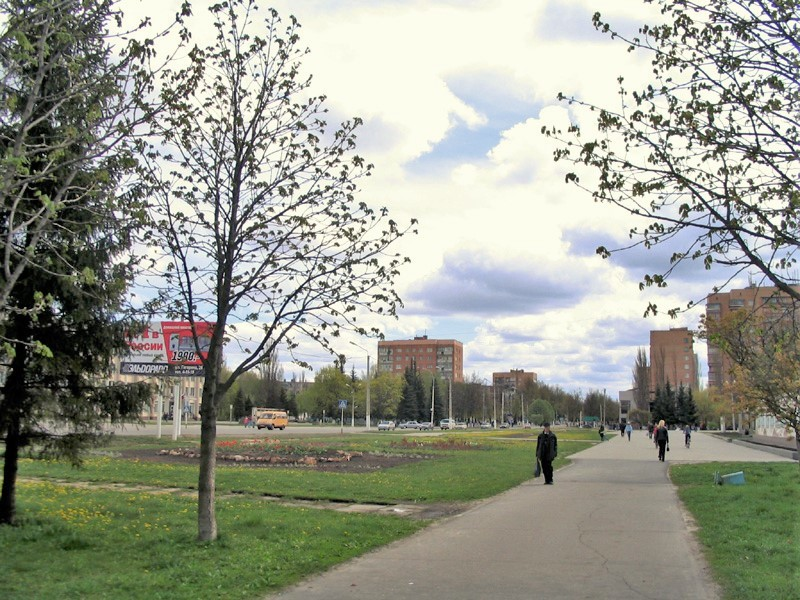
خیابان لنینا در ژلزنوگورسک، اوبلاست کورسک

شهر ژلزنوگورسک، اوبلاست کورسک (به روسی: Железногорск) در کشور روسیه و در اوبلاست کورسک واقع شده‌است.